# Valeriana ferax
Valeriana ferax är en kaprifolväxtart som beskrevs av Höck. Valeriana ferax ingår i släktet vänderötter, och familjen kaprifolväxter. Inga underarter finns listade i Catalogue of Life.